# Younes El Aynaoui
Younes El Aynaoui (arap.: يونس العيناوي‎) (Rabat, 12. rujna 1971.) je umirovljeni profesionalni tenisač iz Maroka. El Aynaoui je iznimno popularna ličnost u Maroku. Dobio je zlatnu medalju, najveće nacionalno sportsko priznanje, od kralja Mohammeda VI. U anketi vodećih Marokanski novine "L'Economiste", iz 2003., čitatelji su većinom odabrali El Aynaouia za njihovog omiljenog uzora.

## Životopis
Godine 1990., u dobi od 18 godina, El Aynaoui otputovao u Bradenton, Florida, kako bi proveo tjedan dana na teniskoj akademiji "Nick Bollettieri", nakon čega se odlučio profesionalno baviti tenisom. Nastavio je brusiti svoje vještine na Akademiji sljedeće dvije godine. Godine 1993. je dosegao svoje prvo top-level Grand Prix pojedinačno finale u Casablanci, gdje je izgubio od argentinskog igrača Guillerma Péreza-Roldána. Godine 1996., El Aynaoui je slomio desni gležanj. Imao je operaciju na gležnju u studenome te godine, ali su mu ozljede i dalje uzrokovale probleme. 1999. godine, El Aynaoui osvojia svoj prvi top-level pojedinačni naslov u Amsterdamu, a sljedeće godine stiže u četvrtfinale Australian Opena u kojem je izgubio od Jevgenija Kafeljnikova. Najpoznatiji susret u karijeri El Aynaouija bilo je četvrtfinalu Australian Opena 2003. godine, kada je porazio Lleytona Hewitta, svjetskog broja 1, sa 6-7, 7-6, 7-6, 6-4.